# Шмидт, Ойген
Ойген Шталь Шмидт (дат. Eugen Stahl Schmidt; 17 февраля 1862, Копенгаген — 7 октября 1931, Ольборг) — датский легкоатлет, перетягиватель каната и стрелок, чемпион летних Олимпийских игр 1900.
Сначала Шмидт участвовал в летних Олимпийских играх 1896. В лёгкой атлетике он соревновался в беге на 100 м, и занял только четвёртое место в полуфинале. В стрелковом спорте он соревновался в стрельбе из армейской винтовки на дистанцию 200 м, и занял 12-е место.
Шмидт также соревновался на летних Олимпийских играх 1900 в перетягивании каната. Его команда заняла первое место, обыграв в единственной встрече французов.